# 伊萬諾-弗蘭科韋

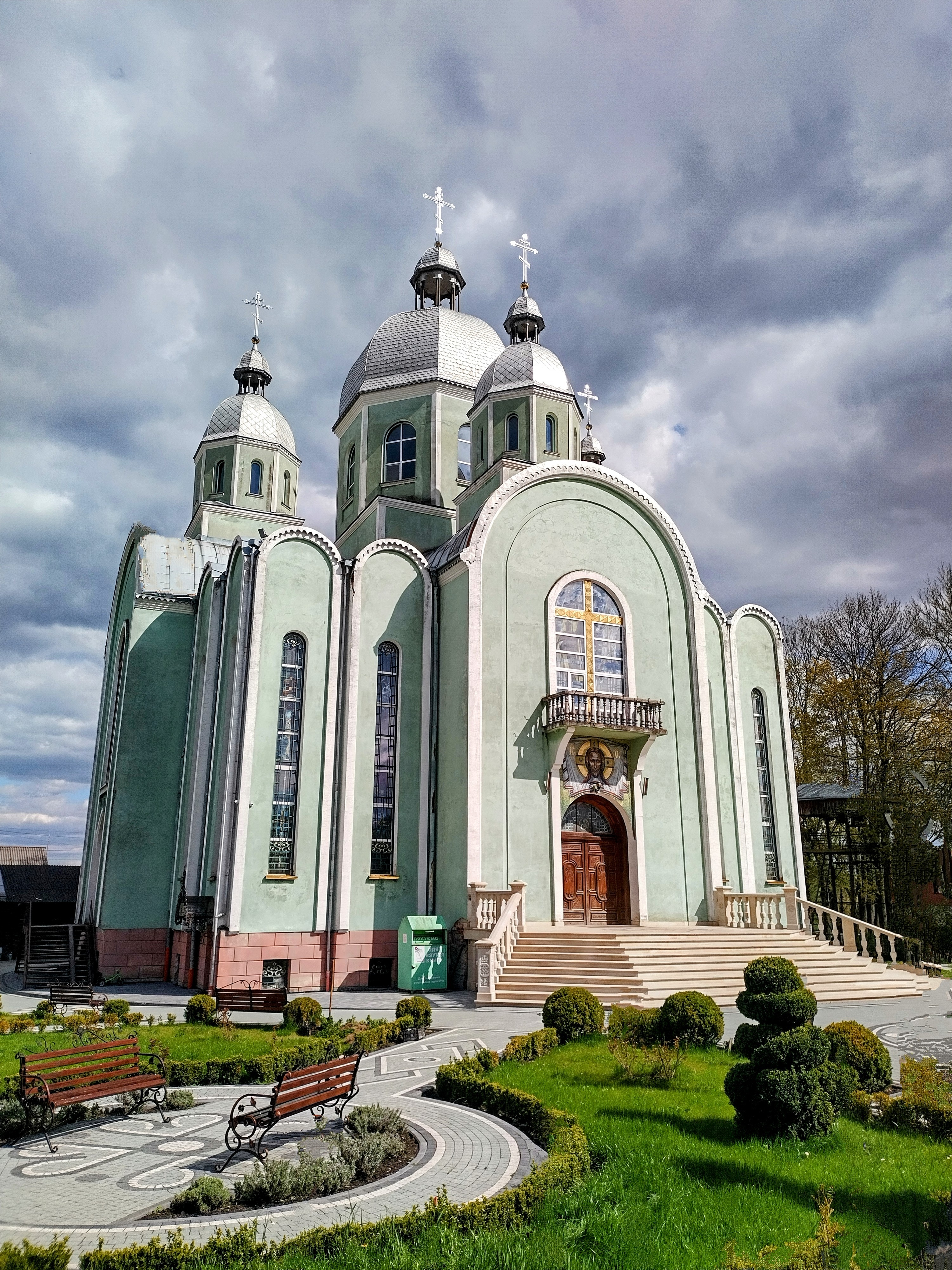
教堂

伊萬諾-弗蘭科韋是烏克蘭西部利沃夫州亞沃里夫區伊万诺-弗兰科韦市镇内的市級鎮及其行政中心。處於利沃夫以西22公里，始建於1611年，面積1.98平方公里，2013年人口6,331，人口密度每平方公里3,197.47人。